# C'est mon gigolo
Pour les articles homonymes, voir Gigolo.
Pour plus de détails, voir Fiche technique et Distribution.
C'est mon gigolo (Schöner Gigolo, armer Gigolo) est un film allemand réalisé par David Hemmings, sorti en Allemagne (RFA) en 1978 et en France en 1980. Ce film compte comme principales vedettes David Bowie, Sydne Rome, Kim Novak et, pour sa dernière apparition à l'écran, Marlene Dietrich. Il traite de sujets similaires au film Cabaret, mais n'a pas connu le même succès.

## Synopsis
Paul, un téméraire jeune officier prussien dans l'armée allemande est blessé lors de la guerre de 1914-1918. Après l'armistice et le traité de Versailles, l'Allemagne est en déliquescence totale et certains mouvements voient le jour, aux extrêmes gauche et droite du spectre politique. De retour à Berlin, Paul va être témoin de ces changements puis progressivement être contraint de faire commerce de ses charmes.

## Fiche technique
- Titre français : C'est mon gigolo
- Titre original : Schöner Gigolo, armer Gigolo
- Réalisation : David Hemmings
- Scénario : Ennio De Concini et Joshua Sinclair
- Costumes : Mago et Ingrid Zoré
- Producteur : Rolf Thiele
- Musique : Günther Fischer
- Date de sortie : 11 mars 1981
- Durée : 118 minutes
- Genre : drame

## Distribution
- David Bowie : Paul von Ambrosius Przygodski
- Marlene Dietrich : baronne von Semering
- Sydne Rome : Cilly
- Kim Novak : Helga von Kaiserling
- Curd Jürgens : le prince
- Maria Schell : "Mutti" (maman), la mère de Paul von Przygodski
- David Hemmings : capitaine Hermann Kraft
- Hilde Weissner : tante Hilda
- Werner Pochath : Otto
- Rainer Hunold : Lothar
- Erika Pluhar : Eva

## Bande musicale
La bande musicale originale du film est principalement signée par John Altman, Günther Fische, David Bowie, Manhattan Transfer, Pasadena Roof Orchestra et même les Village People.
Sydne Rome interprète plusieurs chansons. On peut également y entendre pour la dernière fois, la voix troublante de Marlene Dietrich dans une interprétation triste et nostalgique de la chanson Just a Gigolo.
Il faut noter qu'un disque 45 tours de The Revolutionary Song signée et interprétée par David Bowie a été édité au Japon et est devenu depuis, un collector très rare et recherché par ses fans.

## Production complexe et succès mitigé
La production a nécessité des années de préparation et son financement a été acrobatique, selon son réalisateur David Hemmings. À sa sortie, le film n'a pas connu de succès populaire en raison des mauvaises critiques, d'un très faible budget de promotion et des divergences d'intérêts concernant les droits entre les protagonistes impliqués.
Le film a été vivement critiqué par la presse et les journalistes spécialisés, tant en Grande-Bretagne, en France qu'aux États-Unis. Le film a connu plusieurs montages successifs et a été raccourci en particulier pour sa version française. Il existe trois versions du film avec des durées respectives de 147 minutes (Allemagne), 98 minutes (États-Unis) et 90 minutes (Australie et Royaume-Uni).  Sorti en première mondiale à Berlin, le 16 novembre 1978, le film sera remonté pour une nouvelle sortie européenne à Londres, le 14 février 1979.
Marlene Dietrich a reçu un cachet de 250 000 dollars pour ses deux jours de tournage après de longues années sans avoir tourné de film.
Le film Gigolo a connu une édition vidéo VHS en France en 1985 (VF) puis en DVD en 2004 (uniquement en version anglaise avec le montage d'une durée de 98 minutes).